# Grabmal Kniender Engel
Der kniende Engel ist ein Grabmal in Darmstadt.

## Geschichte und Beschreibung
Der „Kniende Engel“ ist eine lebensgroße Bronzeplastik, die der Bildhauer Ludwig Habich schuf. Die naturalistische Plastik aus dem Jahre 1903 steht auf einem nach vorne abfallenden weißen Marmorsockel mit integriertem Pflanzbecken. Die Plastik kniet über dem Grab von Prinzessin Elisabeth von Hessen-Darmstadt (1895–1903).